# AFC DWS in het seizoen 1954/55
Het seizoen 1954/1955 was het eerste jaar in het bestaan van de Amsterdamse betaaldvoetbalclub DWS. De club kwam uit in de Eerste klasse B en eindigde daarin op de 10e plaats, dit betekende dat de club in het nieuwe seizoen uitkwam op het één-na-hoogste voetbalniveau.

## Wedstrijdstatistieken

### Eerste klasse A(afgebroken)
|       | AGOVV | Blauw-Wit | Elinkwijk | GVAV  | Haarlem | Heerenveen | HVC   | Leeuwarden | Sportclub Enschede | Vitesse | VSV   | Wageningen |
| ----- | ----- | --------- | --------- | ----- | ------- | ---------- | ----- | ---------- | ------------------ | ------- | ----- | ---------- |
| Thuis | –     | –         | 3 – 0     | 1 – 2 | –       | 2 – 2      | –     | –          | 1 – 2              | –       | –     | 5 – 0      |
| Uit   | –     | 1 – 5     | –         | –     | –       | –          | 0 – 1 | 0 – 2      | –                  | –       | 2 – 2 | –          |

### Eerste klasse B
|       | ADO   | Brabantia | EDO   | Elinkwijk | Fortuna '54 | Heerenveen | Heracles | Rigtersbleek | Sittardia | Sparta | SVV   | Wageningen | Willem II |
| ----- | ----- | --------- | ----- | --------- | ----------- | ---------- | -------- | ------------ | --------- | ------ | ----- | ---------- | --------- |
| Thuis | 3 – 1 | 2 – 0     | 0 – 0 | 2 – 3     | 0 – 0       | 1 – 2      | 3 – 1    | 2 – 1        | 1 – 0     | 1 – 3  | 5 – 1 | 0 – 0      | 0 – 1     |
| Uit   | 0 – 3 | 1 – 1     | 2 – 1 | 1 – 0     | 0 – 0       | 0 – 1      | 5 – 1    | 3 – 2        | 2 – 0     | 1 – 1  | 4 – 0 | 1 – 3      | 5 – 2     |

## Statistieken DWS 1954/1955

### Eindstand DWS in de Nederlandse Eerste klasse B 1954 / 1955
| Stand | Gespeeld | Gewonnen | Gelijk | Verloren | Punten | Doelpunten voor | Doelpunten tegen |
| ----- | -------- | -------- | ------ | -------- | ------ | --------------- | ---------------- |
| 10e   | 26       | 9        | 6      | 11       | 24     | 35              | 38               |

### Eindstand DWS in de Nederlandse Eerste klasse A 1954 / 1955 (afgebroken)
| Stand | Gespeeld | Gewonnen | Gelijk | Verloren | Punten | Doelpunten voor | Doelpunten tegen |
| ----- | -------- | -------- | ------ | -------- | ------ | --------------- | ---------------- |
| 2e    | 9        | 5        | 2      | 2        | 12     | 22              | 9                |

### Topscorers
| #                | Naam                   | Goal |
| ---------------- | ---------------------- | ---- |
| 1.               | Henk Loermans          | 7    |
| 1.               | Hein Pitters           | 7    |
| 3.               | Herman Koot            | 5    |
| 4.               | Henk Schouten          | 4    |
| 5.               | Bouke Koevoets         | 3    |
| 6.               | Theo van Doorneveld    | 2    |
| 7.               | Jan Braam              | 1    |
| 7.               | Eduard Bulder          | 1    |
| 7.               | De Clerc               | 1    |
| 7.               | Henk Serlijn           | 1    |
| 7.               | Bram Wiertz            | 1    |
| Eigen doelpunten |                        |      |
| 1.               | J. Koning (EDO)        | 1    |
| 1.               | Aad Worseling (Sparta) | 1    |
| Totaal           | Totaal                 | 35   |

| #      | Naam          | Goal |
| ------ | ------------- | ---- |
| 1.     | Herman Koot   | 7    |
| 2.     | Henk Loermans | 5    |
| 3.     | Harm Dijkstra | 4    |
| 4.     | Henk Schouten | 3    |
| 5.     | Hein Pitters  | 2    |
| 6.     | Jan Braam     | 1    |
| Totaal | Totaal        | 22   |